# سینمای اسکاتلند

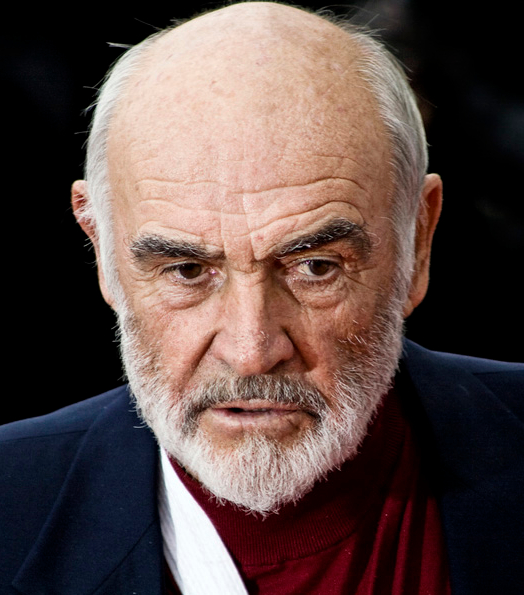
شان کانری شناخته‌شده‌ترین بازیگر تاریخ سینمای اسکاتلند

سینمای اسکاتلند (انگلیسی:Cinema of Scotland) به کارگردانان، بازیگران و بدنه سینماگران متولد منطقه اسکاتلند در قلمرو پادشاهی متحد اشاره دارد. en:Cinema of Scotland
کشورهای انگلستان، اسکاتلند، ولز و ایرلند شمالی قلمرو پادشاهی متحد را تشکیل می‌دهند. سهم سینماگران اسکاتلند، انگلیس، ولز و ایرلندشمالی در سینمای بریتانیا و تأثیر آن بر سینمای جهان طی ۲ دهه ۲۰ تا ۴۰ مشهود است.
سینمای اسکاتلند سینماگران و بازیگران شاخصی داشته‌است. نام‌هایی مانند شان کانری، ایوان مک گرگور، برایان کاکس، بیلی بوید، جیمز مک آووی برخی از این ستاره‌ها هستند.

## فیلم‌هایی که تمام یا بخشی از آن در اسکاتلند فیلمبرداری شده‌اند
- ۱۹۱۷ (فیلم ۲۰۱۹)
- ۲۰۰۱: ادیسه فضایی (فیلم)
- ۵۰۰ مایل به سمت شمال
- آریا (فیلم ۱۹۸۷)
- ابردین (فیلم ۲۰۰۰)
- اسکای‌فال
- افتخار تامی
- انتقام‌جویان: پایان بازی
- انتقام‌جویان: جنگ ابدیت

- بری لیندون
- بریم شکار
- پرومتئوس (فیلم)
- پسر آنجانی
- کارآگاه پیکاچو (فیلم)
- تاج (مجموعه تلویزیونی)
- جاسوسی که دوستم داشت (فیلم)
- جایی پرت برای مردن
- جنگ جهانی زد
- خیزش والهالا
- داره یه اتفاقایی میفته
- دنیای اژدها
- راب روی (فیلم ۱۹۹۵)
- رگ‌یابی (فیلم)
- زیر پوست (فیلم ۲۰۱۳)
- ژاکت (فیلم)
- ستیز (فیلم ۲۰۱۲)
- سریع و خشمگین ۶
- شجاع‌دل
- شوالیه تاریکی برمی‌خیزد

- صید ماهی آزاد در یمن
- طبیعت وحش (فیلم)
- عقاب (فیلم ۲۰۱۱)
- غرب آهسته
- قبر کم‌عمق
- قهرمان محلی
- کازینو رویال (فیلم ۱۹۶۷)
- لگد (فیلم ۲۰۱۴)
- مانتی پایتون و جام مقدس
- مرد حصیری (فیلم ۱۹۷۳)
- مرد راه‌آهن (فیلم)
- معنای زندگی از مانتی پایتان
- مکبث (فیلم ۲۰۱۵)
- ویسکی به وفور! (فیلم)
- ویکتوریا و عبدل
- هری پاتر و تالار اسرار
- هری پاتر و شاهزاده دورگه
- هری پاتر و محفل ققنوس

۱۹۱۷ ساخته سم مندس محصول ۲۰۱۹

شوالیه تاریکی برمی‌خیزد ساخته کریستوفر نولان محصول ۲۰۱۲

هری پاتر و محفل ققنوس ساخته دیوید ییتس محصول ۲۰۰۷

- هری پاتر و یادگاران مرگ - قسمت اول
- هری پاتر و یادگاران مرگ - قسمت دوم
- یک روز (فیلم ۲۰۱۱)

## جشنواره‌ها
جشنواره بین‌المللی فیلم ادینبورگ (Edinburgh International Film Festival، به اختصار: EIFF) یک جشنواره فیلم سالیانه است که ژوئن هر سال به مدت ۲ هفته در ادینبورگ اسکاتلند برگزار می‌شود. این رویداد سینمایی در سال ۱۹۴۷ بنیان نهاده شد و قدیمی‌ترین جشنواره فیلم دنیا است که برگزاری آن تاکنون به‌طور پیوسته ادامه داشته‌است. جشنواره ادینبورگ (ادینبرو) هدف خود را ارائه و نمایش فیلم‌های اکران‌نشدهٔ بریتانیا و دنیا می‌داند. آنچنانکه در شصت و چهارمین دوره جشنواره در سال ۲۰۱۰، ۲۲ فیلم برای نخستین بار در دنیا در ادینبورگ نمایش داده شدند. بیشتر این فیلم‌ها را آثار سینمای بریتانیا و نیز فیلم‌های اول یا دوم کارگردانان‌شان بوده‌اند.